# Muerte provocada por caída de coco

Señal de aviso bilingüe en Honolulu, escrito en inglés y japonés.

Los cocos que caen de sus árboles sobre personas pueden causar lesiones graves en hombros, cuello y cabeza. Potencialmente pueden ser fatales.
Después de un estudio de 1984 sobre "Lesiones debidas a la caída de cocos", se extendieron  afirmaciones exageradas sobre el número de muertes debidas a caídas de cocos. Los cocos que caen, según la leyenda urbana, matan numerosas personas al año. Esta leyenda ganó impulso después del trabajo en 2002 de un notable experto en ataques de tiburón diciendo que la caída de cocos mata 150 personas al año en todo el mundo. Esta estadística a menudo se ha contrastado con el número de ataques mortales de tiburón al año, que son alrededor de cinco.
La preocupación sobre el (remoto) riesgo de fatalidad debida a la atracción de la gravedad sobre los cocos llevó a los funcionarios locales de Queensland, Australia a retirar cocoteros de las playas en 2002. Un periódico bautizó a los cocos como "la fruta asesina". Los primeros informes históricos de muerte real por coco datan de los años 1770. Los cocos también jugaron una función letal en el Pacífico Sur durante la Segunda Guerra Mundial. Según relatos publicados entonces, las fuerzas japonesas convertían en arma a la fruta tropical convirtiéndolas en "bombas de coco" rellenas con ácido y una granada de mano.

## Contexto

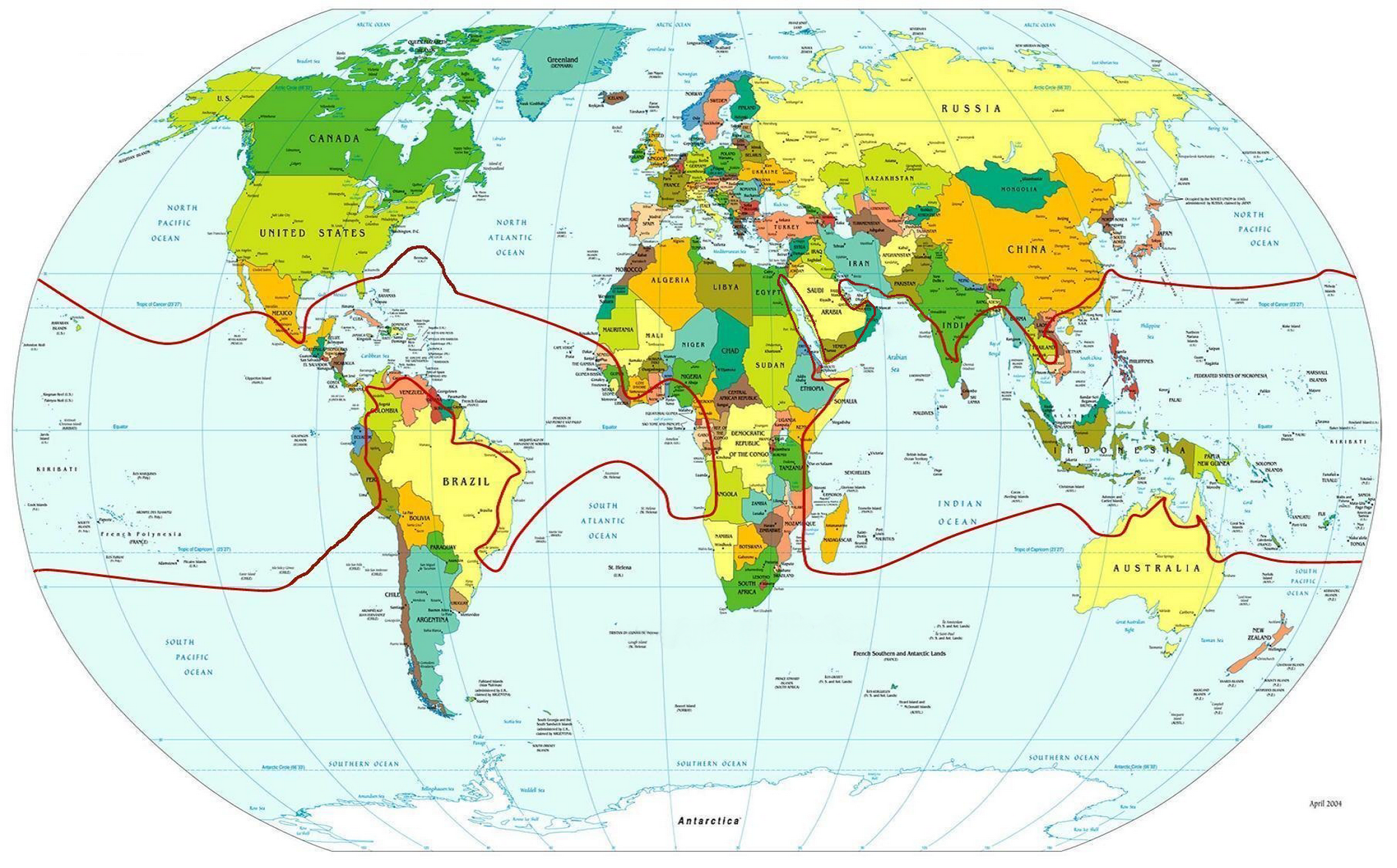
Zona del hábitat natural del cocotero delimitada por unas líneas rojas (basado en información de Werth en 1933)

La fruta del coco proviene de la palmera cocotera (Cocos nucifera) la cual puede crecer hasta los 30 m de alto, con hojas pinnadas de 60-90 cm. Las hojas más viejas se desprenderán del árbol dejando un tronco liso. Mientras un árbol maduro y próspero puede rendir hasta 75 frutas por año, es más común conseguir menos de 30. Un coco de tamaño completo pesa aproximadamente 1,44 kg. Las palmeras cocoteras son cultivadas en más de 80 países del mundo, con una producción total de 61 millones de toneladas de cocos por año.
El origen de la leyenda de la muerte por coco procede de una investigación de 1984 realizada por Dr. Peter Barss, titulada "Lesiones debidas a caídas de coco", publicada en la revista Journal of Trauma (ahora conocida como Journal of Trauma and Acute Care Surgery). En su artículo, Barss observó que en Papúa Nueva Guinea (dónde tenía su base), sobre un periodo de cuatro años, el 2,5% de los ingresos por trauma eran por aquellos heridos por caídas de cocos, con al menos dos muertes. Esa cifra empezó a ser citada erróneamente como de 150 en todo el mundo, que se basaba en la suposición de que en otros sitios padecerían un índice similar de muertes por caída de coco. En marzo de 2002, Barss recibió un "Premio Ig Nobel de Medicina" a los Anales de Investigación Improbable en reconocimiento por investigar aquello que "no puede o no tendría porqué ser replicado." En respuesta a la dudosa distinción, Barss dijo en la Revista de la Asociación Médica canadiense, "cuándo estás tratando estos daños diariamente, no es gracioso en absoluto."
Tras la publicación del trabajo de Barss, las afirmaciones exageradas sobre el número de muertes por coco empezaron a extenderse. Los informes sobre la muerte por coco se volvieron tan comunes que el The Straight Dope, una columna periodística dedicada a exponer mitos, informó que se había convertido en una leyenda urbana. Otro escritor, Joel More, describió el reclamo de muertes generalizadas como el "equivalente periodístico de una leyenda contemporánea." Un análisis del Shark Research Institute cita una nota de prensa de Travel Club, una compañía de seguros de viaje con sede en Reino Unido, ayudando a extender la leyenda urbana. En un intento de comercializar un seguro de viaje individual para personas que viajaban a Papúa Nueva Guinea, el comunicado declaraba que los cocos "eran diez veces más peligrosos que los tiburones". En mayo de 2002, la leyenda adquirió un nuevo impulso cuándo George H. Burgess, director del International Shark Attack File, reafirmó que "Los cocos cayendo matan 150 personas en todo el mundo cada año."
Preocupaciones sobre la muerte por coco han sido informadas extensamente en los medios de comunicación de masas anglosajones:
- En febrero de 1985, The New York Times informó sobre los peligros que plantean los cocoteros y señaló que "los cocos al caer podrían golpear a una persona en el suelo con una fuerza de casi 2.000 libras."
- En agosto de 2001, The Toledo Blade informó que "un control con los expertos" descubrió que era más probable que un humano fuera muerto por un cerdo o un coco que por "un tiburón al acecho de la cena."
- En febrero de 2002, The Daily Telegraph informó que los cocoteros estaban siendo retirados de las playas en Queensland, Australia, para protegerse de la "muerte por coco."
- En abril de 2002, el Boston Herald publicó un artículo de opinión titulado "los viajeros deberían estar atentos a los cocos– la fruta asesina." La pieza informaba de la extracción de cocoteros en Queensland y como los funcionarios locales "aconsejaban a los campistas no colocar sus tiendas de campaña debajo de las palmeras."
- En junio de 2002, The New York Times informó sobre la reclamación de Burgess de que "las posibilidades de ser muerto por un tiburón son menores que las de morir por la caída de un coco de la palmera."
- En marzo de 2003, The Morning Call en Pensilvania informó, " es 30 veces más probable morir por la caída de un coco que por un tiburón."
- En julio de 2005, Richard Roeper en el Chicago Sun-Times citó un informe de  2001 del The Times de Londres sobre que, "es más probable morir por la caída de un coco que por un tiburón."
- En febrero de 2009, CBS News informó: " tienes una posibilidad mayor de ser muerto por la caída de un coco que por un tiburón."
- Tras avistamientos de tiburones en la costa de Massachusetts, el The Boston Globe en septiembre de 2009 citó a un residente local diciendo, "es menos probable ser muerto por un tiburón que por un coco que caiga en vuestra cabeza."
- En noviembre de 2010, The Guardian informó que el gobierno indio retiró cocoteros en el Museo Gandhi de Bombay "por temor a que un fruto impactara en la cabeza del presidente Obama" de visita en la ciudad. El artículo citaba el artículo de Barss y observaba: "Gracias a los funcionarios indios y quizás también a Barss, la reciente visita de Obama a Bombay se vio libre de trauma por coco."[5]
- En octubre de 2011, la Australian Broadcasting Corporation transmitió un programa en el que Christopher Neff de la Universidad de Sídney afirmó que "aunque las personas no presten atención a las estadísticas, es más probable ser muerto por un coco que comido por un tiburón."

## Incidencias documentadas

### Muerte por caída de coco

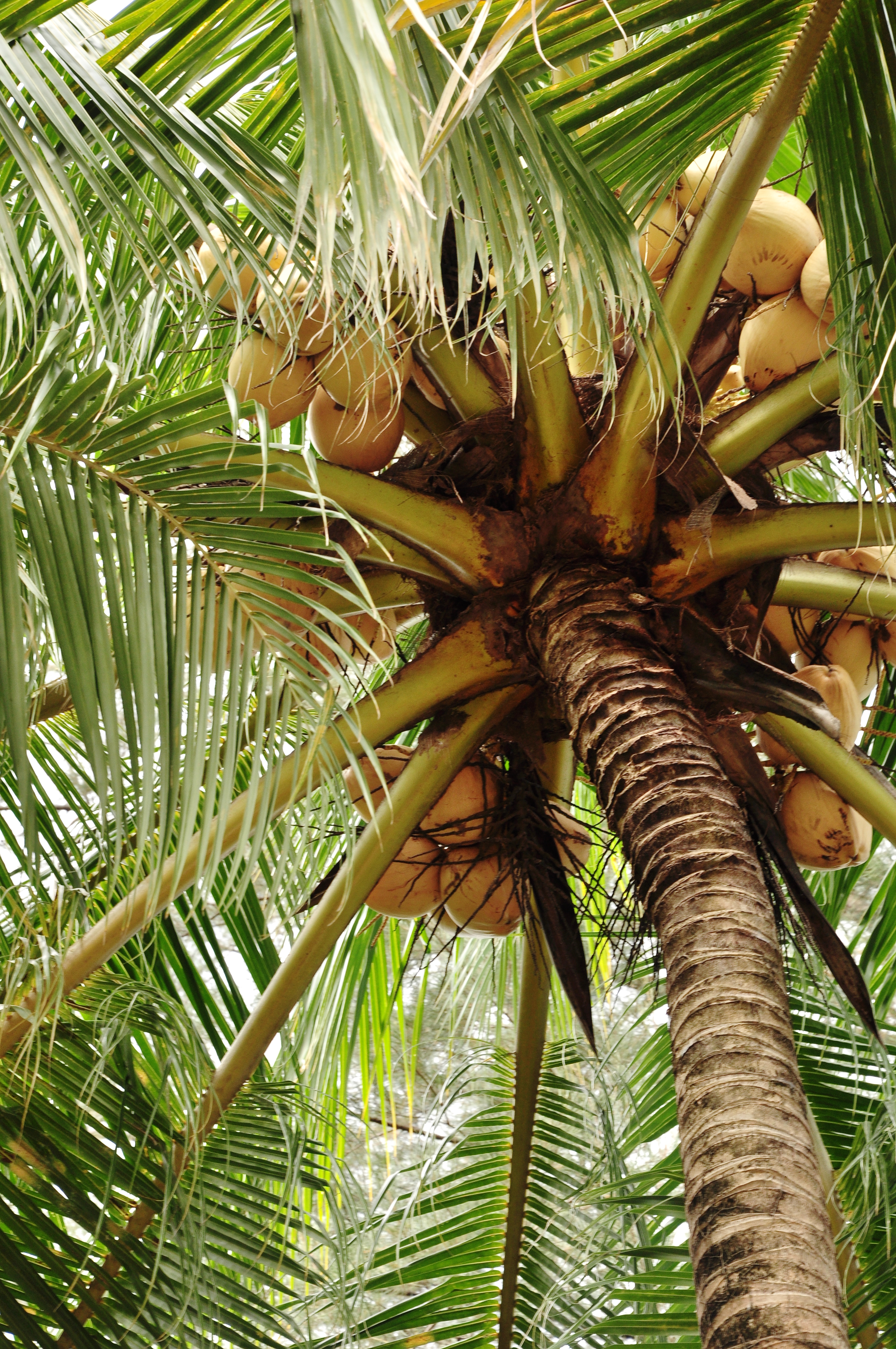
Cocos en la copa de una palmera cerca de Cancún, México

Casos documentados de muerte por coco incluyen los siguientes:
- Hacia 1777, una concubina del rey Tetui de Mangaia en las Islas Cook, murió después de ser golpeada por "la caída de un fruto verde maduro"[6]
- En 1833, cuatro personas murieron por caídas de cocos en la isla de Ceilán.[7]
- En enero de 1943, un marine de los EE. UU. murió mientras dormía cuando fue golpeado en la cabeza por un coco que caía cerca de Henderson Field en Guadalcanal.[8]
- El 26 de agosto de 1952, un bebé de siete meses murió cuándo fue golpeado en la cabeza por un coco mientras su madre lo sostenía en brazos en Singapur.[9]
- En 1966, un residente de Rabaul, Papúa Nueva Guinea, murió mientras comía debajo de un cocotero cuando fue golpeado en la cara por un coco que caía.[10]
- En julio de 1973, una niña de dos años murió, y su tía resultó herida, durante un pícnic familiar en Kapiolani Diamond Head, Hawái, cuando un racimo de 57 cocos que pesaban más de 100 libras cayeron de una palmera.[11] El incidente fue la "  primera fatalidad ocurrida en Hawai por caída de cocos."[12]
- En noviembre de 1991, un doliente fue muerto por un coco cayendo mientras asistía a un funeral en un cementerio en el sur de Sri Lanka.[13]
- El 17 de enero de 1995, en Kota Bharu, Malasia, Mat Hussin Sulaiman, de 76 años, murió cuando el mono entrenado que usaba para recolectar los cocos de las palmeras arrojó un coco, partiendo el cráneo de su dueño.[14]
- En abril de 2001, un residente de Vanuatu murió por la caída de un coco mientras buscaba refugio del tiempo adverso durante el ciclón Sose.[15]
- El 15 de agosto de 2001, en Kampung Tanjung Badang, Malasia, Mamat Kundur, de 59 años, murió cuando el mono utilizado para recolectar los cocos de las palmeras dejó caer uno sobre su cabeza.[16]
- El 1 de agosto de 2002, en Raub, Pahang, Malasia, Nurul Emilia Zulaika Nasaruddin, de seis meses, resultó muerta después de que un coco cayera sobre su cuna, golpeándola.[17]
- El 22 de septiembre de 2003, en Raub, Pahang, Malasia, Deraman Ghomat, de 65 años, esperaba para coger un autobús, mientras el viento soplaba cada vez más fuerte y empezaba a llover justo antes de que un coco cayera mortalmente sobre él.[18]
- En marzo de 2009, Luelit Janchoom, de 48 años, en la provincia de Nakhon Si Thammarat en Tailandia, fue asesinado cuando el mono utilizado para recolectar los cocos empezó a tirarlos furiosamente contra su dueño, dándole uno en la cabeza.[19]
- En mayo de 2010, una bebé de mes y medio murió al ser golpeada en la cabeza durante una ceremonia religiosa en el exterior de la casa de su familia en Thiruvananthapuram, India.[20]
- En agosto de 2010, un hombre de 69 años murió por un coco que cayó de una palmera de 12 metros cuando estaba sentado en una mecedora frente a su casa en Melgar, Colombia.[21]
- En 2013, un hombre en Colombo, Sri Lanka, murió después de que un coco cayera en su cabeza.[22]
- En junio de 2021, un bebé en Haveri, India murió al ser golpeada en la cabeza.[23]

### Variantes
Mientras la forma típica de la muerte por coco es por el trauma resultante del impacto, variantes en el fenómeno también han sido informadas.
Uno de las variaciones más inusuales ocurrió en la India en los años 1930. Los periódicos de todo el mundo informaron que un escolar en India había sido muerto por un "coco mágico" o "encantado". En un esfuerzo por determinar quién había tomado un libro del aula, un profesor de primaria en Harnahalli requirió que cada uno de sus alumnos tocara un coco sobre el que colocó un namam, un símbolo religioso. El profesor aseguró que el que hubiera cogido el libro afrontaría la "ira divina" al tocar el coco. Uno de los estudiantes se resistió, pero fue forzado a tocarlo. Según los informes contrajo fiebre alta, cayó en delirios, y murió al cabo de una hora.
En abril de 1983, un coco fue citado como la causa de muerte de una hembra de delfín de Cuvier o pico de pato. La cáscara de un coco se alojó en su intestino, y el delfín varó en Siesta Key, Florida.
En mayo de 1997, un informe sobre una muerte por aceite de coco fue publicado. El encargado de una cadena de producción en una fábrica en Kiev, Ucrania, cayó en una gran cuba de aceite de coco. Su cuerpo se descubrió después de que se le diera por desaparecido, y la policía estaba investigando para determinar si se había caído o había sido empujado a la cuba.
En diciembre de 1923, en New Castle, Pensilvania, un hombre murió mientras intentaba abrir un coco con la culata de un revólver cargado. El arma se disparó, y el hombre recibió un tiro mortal en el abdomen.
Otras incidencias implican el uso de cocos como armas mortíferas. Estas incluyen:
- En 1944, se publicaron informes afirmando que las tropas japonesas utilizaban "bombas de coco" en la defensa contra la invasión norteamericana de Leyte. El coronel Allan Feldman informó que las bombas se creaban colocando granadas de mano y ácido pícrico dentro de los cocos huecos. Entonces eran sellados con cera, sujetados a una cuerda, y lanzados a las tropas estadounidenses.
- En julio de 2004, un hombre de 55 años esrrilanqués fue asesinado golpeándolo en la cabeza con un coco. La policía concluyó que el golpe no fue el resultado de un coco cayendo de un árbol, sino que había sido sostenido durante una lucha que se desarrolló después de que la víctima invitara a "un grupo de amigos a beber en su cabaña."

También ha habido informes de muertes que resultan de la caída de cocoteros. Estos incluyen:
- En abril de 1992, un hombre de 81 años murió en Malasia cuando le cayó encima un cocotero desarraigado por los fuertes vientos. Su familia anotó que había trabajado como "recolector de cocos" y que anteriormente había sobrevivido a una caída de una palmera.
- En mayo de 2006, un hombre y un niño murieron alcanzados por cocoteros derribados durante una tormenta tropical en Filipinas.
- En agosto de 2011, un hombre de 56 años murió cuando un cocotero cayó sobre él mientras conducía su motocicleta en Kampung Baru Seberang Takir, Kuala Terengganu, Malasia.
- También en agosto de 2011, el presidente de Milestone Capital, Ved Prakash Arya, murió aplastado por un cocotero en Bombay. Tras el incidente, la autoridad municipal local se resistió a las propuestas de talar los árboles, señalando, "No permitimos cortar cocoteros. La posibilidad de que las palmeras cocoteras caigan es muy rara. El árbol soporta velocidades de viento enormes y se adapta a la condición climática de la ciudad."

Otros informes dan crédito a la fuerza de los cocoteros al salvar las vidas de personas que se ataron a los árboles por seguridad durante vientos fuertes o tsunamis.

## Cocos y la ley
Las muertes y los daños que resultan de la caída de cocos han sido el tema de varios procedimientos legales cubiertos por los medios de comunicación.
En 1956, la ciudad de Miami pagó $300 a una mujer después de que un coco cayera de una palmera de propiedad municipal y le golpeara un pie. Justificando el abono, el abogado de la ciudad explicó que el ayuntamiento conocía el posible peligro, porque "un hombre razonable sabe que el fruto está a punto de caer cuando se pone marrón."
En 1977, un jurado en Hawái otorgó $39.000 a un agente policial que fue herido por la caída de un coco. El agente fue golpeado en la cabeza mientras retiraba fronda de una acera pública en Lahaina. El dueño de la propiedad fue demandado por descuidar el mantenimiento de los árboles.

## Cultura popular
El poeta estadounidense Frederick Seidel escribió un poema titulado "Coconut", el cual incluyó las líneas siguientes:
Un coco puede caer y pegarte en la cabeza, y si  cae lo suficientemente alto puede darte un golpe mortal. Muerto bajo las palmas de coco, eso es la vida  para mí!.
En su CD de 1995 Makin' A Mess, el equipo de composición y canto formado por Bob Gibson y Shel Silverstein incluyó una canción sobre este tema, titulada "Killed by A Coconut", el cual describe humorísticamente una serie de encuentros fatales entre hombres y cocos.
En marzo de 2006, Newsweek publicó un artículo satírico sobre el expresidente de Enron Kenneth Lay, declarando que había sufrido amnesia después de ser golpeado en la cabeza por un coco caído y a raíz del daño, era incapaz de recordar los acontecimientos ocurridos durante su tiempo en Enron.
Cuándo Keith Richards de The Rolling Stones se sometió a cirugía y hospitalización por una lesión cerebral en abril de 2006, algunos informes de prensa culparon erróneamente a Richards de haber sufrido "conmoción por coco". La caída de cocos no tenía nada que ver con la lesión de Richards, que se había subido a un árbol muerto (no un cocotero) y entonces había caído del árbol.
El videojuego Donkey Kong 3 muestra al antagonista Donkey Kong lanzando cocos desde arriba al jugador, intentando matarlo. Un golpe causa un turno perdido.
En el episodio de Bob Esponja, "Rock-a-bye Bivalve", Patricio Estrella es adicto a un espectáculo donde no pasa nada excepto que un hombre recibe un golpe en la cabeza por un coco.
En la serie de videojuegos Kirby, los cocos explosivos son un obstáculo recurrente que generalmente cae de los árboles.[cita requerida]
En 2013, David del Monté publicó una colección de cuentos titulada Los cocos matan más personas que los tiburones.